# Claude Grange
Pour les articles homonymes, voir Grange.
Claude Grange, né le 23 septembre 1883 à Vienne et mort le 22 septembre 1971 à Paris, est un sculpteur français. 

## Biographie
Claude Grange est le fils d'un tailleur de pierre.
Après sa scolarité au collège Ponsard de Vienne, Claude Grange poursuit en 1900 ses études à l'École des beaux-arts de Lyon où il est l'élève de Pierre Aubert, et participe avec lui à plusieurs projets lyonnais dont le couronnement de l'hôtel de ville. En 1906, après avoir reçu le prix de Paris aux Beaux-Arts de Lyon, il entre à l'École des beaux-arts de Paris dans l'atelier d'Injalbert. 
En 1910, Grange expose au Salon des artistes français.
Il concourt pour le prix de Rome en 1911 et obtient le 1er second prix avec Électre veillant sur le sommeil d'Oreste. Lors du séjour à la Villa Médicis, il subit l'influence de Joseph Bernard et travaille particulièrement la taille directe. 
Il réalise plusieurs monuments aux morts après la Première Guerre mondiale, notamment pour sa ville natale en 1923, pour Verdun en 1928. On lui doit aussi le Monument aux Basques à Craonnelle. Il réalise à Lyon les bas-reliefs de l'île des Cygnes du parc de la Tête d'Or, pour laquelle il a été aidé par Jean-Baptiste Larrivé et Louis Bertola.
Il est l'auteur d'un Buste d'Hector Berlioz, d'un Portrait de Victor Charles Descoust et de la Tête de Mademoiselle Suzanne Ursault. Il sculpte un portrait en bas-relief pour la tombe de Léon Cathlin au cimetière de Chalezeule.  
En 1960, il travaille aux bas-reliefs Les Forces aériennes françaises libres sont engagées sur tous les fronts pour le Mémorial de la France combattante du Mont Valérien.
Il est élu membre de l’Institut de France en 1950. Il en devient le président en 1953.
Il meurt le 22 septembre 1971 dans le 20e arrondissement de Paris et est inhumé dans la même ville au cimetière du Père-Lachaise.

## Œuvres

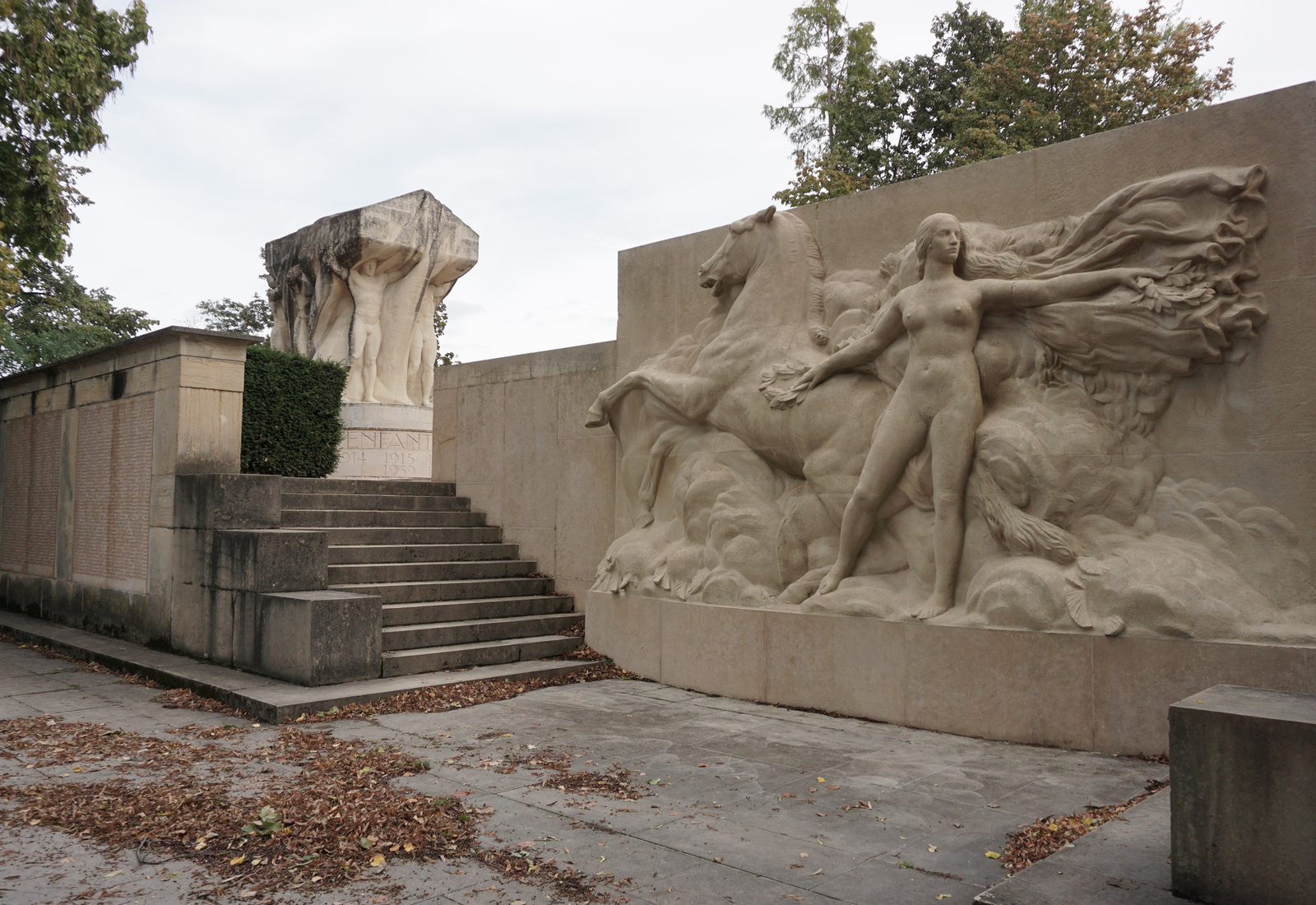
La Victoire (un des bas-reliefs au Monument des Morts à l'île du souvenir au Parc de la Tête d'or)

- Électre veillant sur le sommeil d'Oreste, 1911, Vienne, musée des Beaux-Arts et d'Archéologie.
- Berger chaldéen étudiant les astres, 1913.
- Concours de chant entre bergers, 1913.
- L'Automne, 1913.
- Le Soir, 1914.
- Le calvaire, 1920.
- L'Automne, 1926.
- Bas-reliefs du Monument aux morts de l'île du Souvenir, 1926-1928, Lyon, parc de la Tête d'Or, avec Louis Bertola.
- Pluviose, Ventôse, Germinal et Floréal, 1927, Lyon, immeuble des Galeries Lafayette, avec Larrivée et Trévoux.
- Monument à Hector Berlioz, Grenoble, place Victor-Hugo.
- Hommage à Chopin.
- La Jeunesse et la mer.
- le Rugbyman.
- La France.
- Sirène (Reims, 1971).
- Les Forces aériennes françaises libres sont engagées sur tous les fronts, bas-reliefs en bronze pour le Mémorial de la France combattante, 1960, Mont Valérien.
- Monument à Laurent Mourguet, participation, Lyon.
- Monument à Gustave Goublier, compositeur de chansons, médaillon en bronze, Paris, cimetière du Père-Lachaise (4e division)[7].
- Plusieurs médaillons au cimetière de Pipet (Vienne)

## Monuments aux morts
- Sainte-Colombe, 1920-1922.
- Vienne, 1923, avec Forest.
- Lunéville, 1924-1926.
- Saint-Jean-de-Bournay, vers 1925.

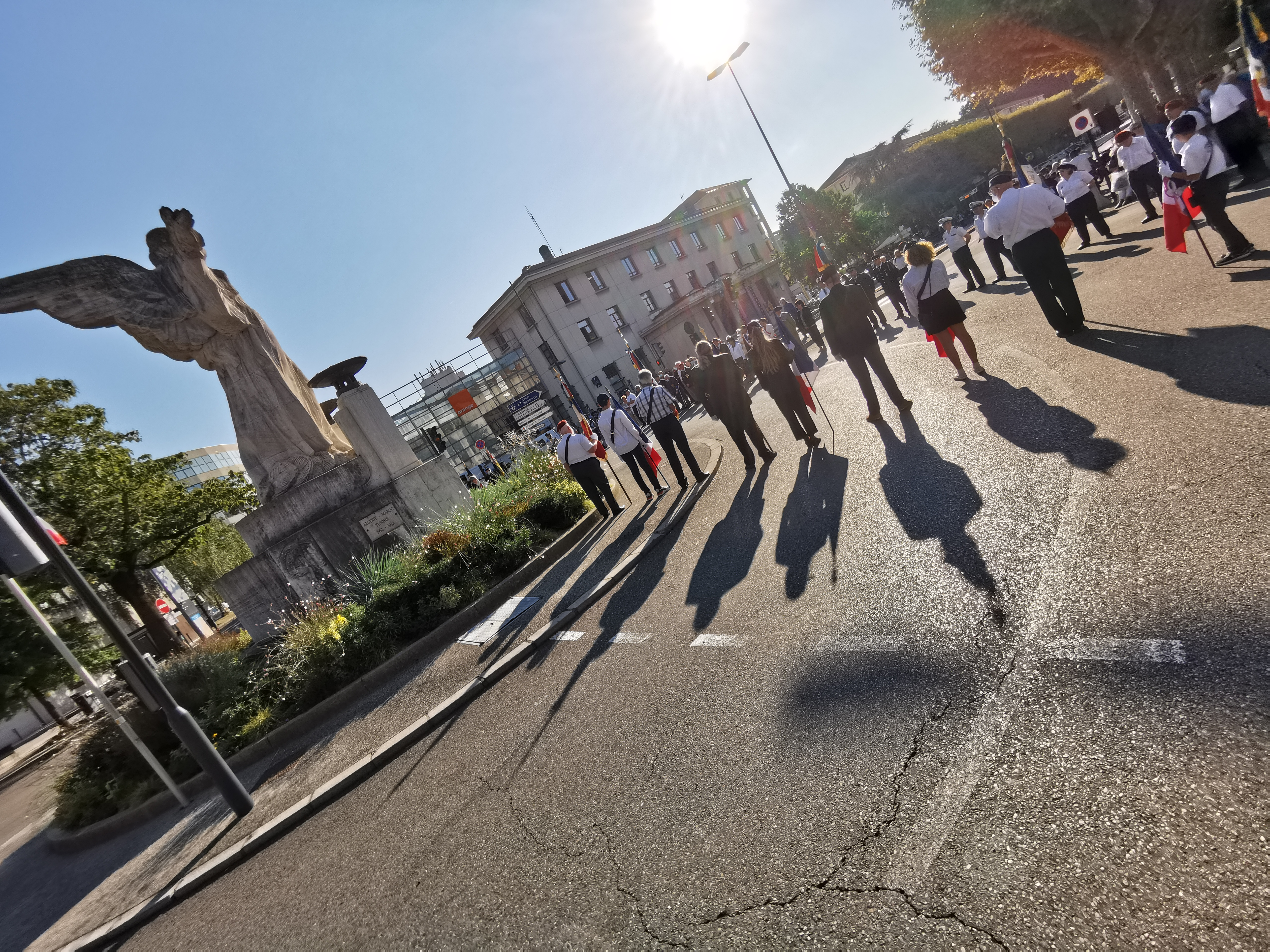
Monuments aux morts
lors du 77e commémoration de la libération de Vienne

- Monument des Basques, 1928-1929, avec Forest, Craonnelle, Chemin des Dames.
- Verdun.

## Récompenses
- Second Prix de Rome en sculpture en 1911.
- Grand prix  de la Société des artistes français en 1969.

## Distinctions
- Commandeur de la Légion d'honneur  par décret du 5 mai 1955[8]
  -  Officier de la Légion d'honneur promu officier par décret du 25 décembre 1929
  -  Chevalier de la Légion d'honneur par arrêté du 22 octobre 1918
- Croix de guerre 1914–1918 avec étoiles d'argent et de vermeil, ainsi qu'une palme de bronze